# Miguel Mas
Pour les articles homonymes, voir Mas.
Miguel Mas est un acteur, producteur de cinéma, réalisateur et scénariste argentin, né le 3 novembre 1967  à San Juan (Argentine).

## Filmographie

### Comme acteur
- 1995 : Qué será : Love 1
- 1999 : Trick de Jim Fall : Feature
- 2000 : Morceaux choisis (Picking up the Pieces) : Workman
- 2000 : Aniki, mon frère (Brother) : Mexican Mafia Hitman
- 2000 : Urgences (saison 7)
- 2003 : Mi Casa, Su Casa : Hector
- 2003 : I Witness : Thug #2
- 2004 : 2+2=5=1 : Cristian
- 2005 : Sueño : Musician
- 2005 : Jesus Christ: The Musical (vidéo sur YouTube) : Jesus Christ.

### Comme réalisateur, scénariste et producteur
- 2004 : 2+2=5=1
- 2006 : Absorbido